# Both Wings〜白と黒の混ざり合う場所〜
『Both Wings〜白と黒の混ざり合う場所〜』（ボスウイング～しろとくろのまざりあうばしょ～）は、アニメイトで独占販売されるドラマCD。

## 概要
- 原案・監修は荻原秀樹が、キャラクターデザイン・イラストは硝音あやが担当。
- 2006年11月22日発売予定。

## キャラクター
- バド（声：私市淳）
- クエス（声：荻原秀樹）
- 美希（声：田村ゆかり）
- 倉本雅一（声：福山潤）
- 河村優人（声：子安武人）
- 片桐紗枝子（声：瀧本富士子）
- カノ（声：宮田幸季）
- 相田健二（声：櫻井孝宏）
- 小林綾香（声：中原麻衣）
- 久保田雄介（声：鳥海浩輔）